# Aníbal Pinho Freire
Pour les articles homonymes, voir Pinho.
Le général Aníbal Pinho Freire est un homme politique et militaire portugais, issu de l'armée de l'air et membre de la Junte de salut national lors de la révolution des Œillets en 1974. Il était chargé de la région aérienne centrale des environs de Lisbonne au moment de la révolution.